# Heinrich Ernst Boeters (Theologe)
Heinrich Ernst Boeters (* 17. Januar 1893 in Schönebeck (Elbe); † 5. Dezember 1945 in Greifswald) war ein evangelischer Pfarrer und Konsistorialrat in der Kirchenprovinz Pommern der Evangelischen Kirche der Altpreußischen Union.

## Leben
Heinrich Ernst Boeters begann im Jahre 1914 das Studium der Philosophie an der Universität Halle. Von 1915 bis 1918 leistete er Militärdienst. Nach dem Ersten Weltkrieg nahm er das Theologiestudium auf.
1922 bestand er das Erste Theologische Examen in Stettin und ein Jahr später das Zweite Theologische Examen in Magdeburg. Im Jahre 1924 wurde er in Wittenberg zum geistlichen Amt ordiniert.
Von 1924 bis 1926 war Boeters Studieninspektor am Predigerseminar in Wittenberg. Ostern 1926 wurde er durch den Evangelischen Oberkirchenrat der Kirche der Altpreußischen Union in das Pfarramt in Körlin/Hinterpommern im Kirchenkreis Belgard berufen. Ab Sommer 1931 war er Superintendent des pommerschen Kirchenkreises Bublitz.
Im Jahre 1936 wurde Boeters in das Konsistorium der Provinz Pommern in Stettin berufen. Zunächst war er vier Jahre als Konsistorialrat tätig, danach bis 1945 als Oberkonsistorialrat. Nach dem Tod des zu den Deutschen Christen zugehörigen Bischofs Karl Thom übernahm Boeters auch die Aufgaben eines Generalsuperintendenten in der Kirchenprovinz Pommern.
Am 21. März 1945 wurde Boeters auf der Flucht verschleppt und kehrte erst am 31. Oktober 1945 aus der Internierung zurück. Er verstarb fünf Wochen später in Greifswald an Flecktyphus.